# Urocotyledon
Urocotyledon är ett släkte av ödlor som ingår i familjen geckoödlor.
Arter enligt Catalogue of Life och The Reptile Databas:
- Urocotyledon inexpectata
- Urocotyledon palmata
- Urocotyledon rasmusseni
- Urocotyledon weileri
- Urocotyledon wolterstorffi